# Gerhard Werner
Gerhard Werner (Oldenburg, 4 marzo 1947) è un ex pentatleta tedesco.

## Palmarès
In carriera ha conseguito i seguenti risultati:
per la  Germania Ovest:
- Mondiali:

Londra 1973: argento nel pentathlon moderno a squadre.
Jönköping 1978: argento nel pentathlon moderno a squadre.